# Parcul High Chaparral

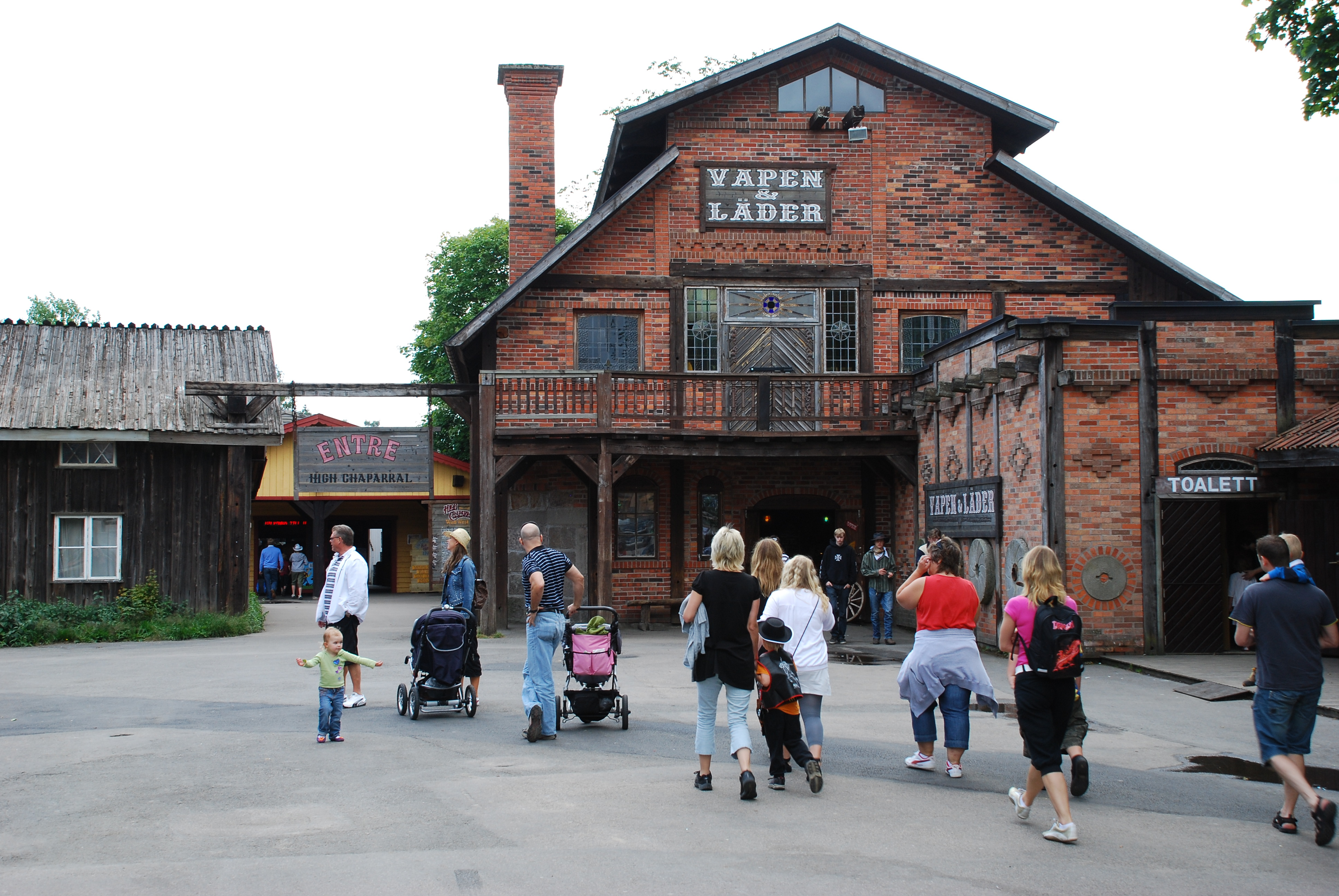
Parcul tematic High Chaparral

Parcul tematic High Chaparral (engleză High Chaparral Theme Park) este un parc ce are ca temă Vestul Sălbatic, fiind situat în apropiere de Värnamo, Suedia, 1966.